# こちらブルームーン探偵社
こちらブルームーン探偵社（こちらブルームーンたんていしゃ、原題：MOONLIGHTING）は、1985年3月3日から1989年5月14日にかけてアメリカ・ABCで67話が製作・放送され、1986年4月19日から1993年3月6日にかけてNHK総合テレビジョンで57話が放送された海外ドラマ。サスペンス・コメディ。60分番組。
第19話以降は「新・こちらブルームーン探偵社」に改題。
テーマ曲「Moonlighting」はアル・ジャロウが歌っている。

## 概要
赤字続きの小さな探偵社を舞台にオーナー兼社長のマデリーン・ヘイズと、お調子者でいつもふざけている探偵デイヴィッド・アディスンが、衝突を繰り返しながら難事件・珍事件に巻き込まれては解決していくコメディー・タッチのミステリードラマ。
本作でデイヴィッド・アディスンを演じたブルース・ウィリスの人気がブレイクし、一気にスターダムに駆け上った。契約により拘束され映画に出られなかったウィリスだが、共演者のシビル・シェパードの予期せぬ妊娠によりシリーズが中断した隙間にチャンスを得た。
その後、ハリウッドで映画化の企画があったが、ウィリス本人が2022年3月30日をもって俳優業を引退したため、実現しなかった。

## 本作の特徴
既存にない作品づくり
主人公二人のマシンガントークによる口げんかと、有名映画やミステリーを換骨奪胎したパロディーなどひねりの効いた洒落たストーリーが特徴。同時代のミステリー番組は、タフな探偵が「シリアスなストーリー」と「派手なアクション」を演じるものばかりであったので、逆に全く正反対の内容を目指した。
メタ・ミステリ的な手法
主人公たちが、物語の枠組みを抜け出して視聴者に語りかけたり、番組自身について言及（「次の番組が始まるからあと10分で解決しなけりゃいけない」）したり、撮影スタジオを飛び出して映画スタジオ内でカーチェイスを演じたりといった、いわゆるメタ・ミステリ的な手法が使われた。
最終回のストーリー
最終回では、制作スタッフ達が突然押し寄せて、視聴率が下がったことが理由で「最終回」であることが告げられ、納得のいかない2人はテレビ局の責任者に直訴しに行くが断られ、最終的に主人公たちはさっぱりした気持ちで「視聴者に別れの挨拶」をする……という内容であり、最後まで破天荒なストーリーが繰り広げられた。

## キャスト
マディ（マデリーン）・ヘイズ
演：シビル・シェパード（声：浅茅陽子）
頭がよくて、足がきれいな探偵事務所の美人社長。一流モデルとしての華麗なキャリアを終えて、リタイア後は自適の生活が待っているはずだったが、会計士に資産を持ち逃げされ、残された数少ない投資物件であるブルームーン探偵社を処分しようとして、運命のいたずらで社長として采配を振る羽目に陥る。聞き上手だが、デイヴの話は頭から受けつけずに跳ね飛ばす。
探偵としての素養はないが、困っている人を放っておけない性格と事務所の経営重視の方針から、持ち込まれた依頼は積極的に受けようとする。元モデルとしての人脈や有名人としての顔の広さを生かして捜査を有利に進めることもある。その反面、月を見ながら馬鹿な男のことを考えるなど、ロマンティックな一面も。外見と面倒見の良さからワケ有りの男たちから惚れられる展開につながりやすい。
デイヴ（デイヴィッド）・アディスン
演：ブルース・ウィリス（声：荻島真一、小室正幸〈追加録音分〉）
仕事熱心でもないし、腕っぷしが強いわけでもないが、とにかくよく喋る探偵事務所の探偵。いつの間にか事件が始まり、いつの間にか終わっている展開が多いドラマだが、デイヴだけはよく喋る。しかしほとんど与太話か法螺話に終始し、ふだんの勤務態度も不真面目そのもので、就業時間中も遊ぶことしか考えていないにもかかわらず、マディにはしょっちゅう給料賃上げを要求している。
探偵としての自分のスキルや推理力には、ある程度自信を持っている様子。突然やってきたマディに心を奪われているが、そこから踏み込んで自分を失う事も恐れている。
アグネス・トピスト
演：アリス・ビーズリー（声：松金よね子）
探偵社の事務員。問い合わせ電話に早口で対応するセールストークが得意。マディに愚痴を聞いてもらうのが楽しみ。マディのことは「社長」、デイヴのことは「デイヴさん」「アディスンさん」と呼ぶ。
ハーバート・ヴァイオラ
演：カーティス・アームストロング（声：塩屋浩三）
マギリカディ
演：ジャック・ブレッシング（声：屋良有作）
リッチー（リチャード）・アディソン
演：チャールズ・ロケット（声：有川博〈7話〉→喜多川拓郎〈32話〉）
デイヴの兄。
アレクサンダー・ヘイズ
演：ロバート・ウェッバー（声：小林昭二〈20話〉→嶋俊介〈41話～〉、小山武宏〈42、43、46、48話追加録音分〉）
マディの父親。
バージニア・ヘイズ
演：エヴァ・マリー・セイント（声：水城蘭子〈20話〉→浅井淑子〈41話〉）
マディの母親。
アニー・チャーノック
演：ヴァージニア・マドセン（声：藤田淑子）
マディのいとこ。

## スタッフ
- 監督：ピーター・ワーナー（英語版）、バート・ブリンカーロフ（英語版）、クリスチャン・I・ネイビー二世（英語版）
- 製作総指揮・企画：グレン・ゴードン・キャロン（英語版）
- 撮影：ジェラルド・ベリー・フィンナーマン（英語版）
- 製作会社：ABCサークル・フィルムズ（フランス語版）、ピクチャーメーカープロダクションズ

## サブタイトル一覧
1. ブルームーン探偵社誕生（前）
2. ブルームーン探偵社誕生（後）
3. 殺し屋から依頼が！
4. 張り込みは屋根で
5. 人気DJのスキャンダル
6. 行方不明！ノンストップ殺人列車
7. その金いわくあり
8. 仮面は二度告白する
9. 許せないあいつ
10. 夢の中の殺人
11. 身代金のトリック
12. 昔の女に未練あり
13. 虹の橋のたもとに
14. 二枚の絵の謎
15. 紳士と淑女の賭け
16. まるで聖書の世界
17. 花嫁至急募集
18. きのうと違う日
19. 消えた死体
20. 両親とつきあう法
21. 用心しながら落ちたワナ
22. 寝言高く買います
23. 美しすぎは命取り
24. 詐欺師変われば時の人
25. 過去は過去といいたいが
26. 死んだはずだよ…
27. ダフ屋にはご用心
28. なぞのラブレター
29. 声に恋する許されぬ愛
30. 人には言えない古い傷
31. 今宵はシェークスピア
32. 素晴らしき哉、人生
33. 迷探偵トピスト
34. 強敵現る
35. 男の闘い
36. マディが泣いた日
37. 男の引き際
38. 愛の勝利
39. 愛のためらい
40. 遠く離れて
41. 待てど暮らせど
42. 二都物語
43. 謀られて塀の中（前）
44. 謀られて塀の中（後）
45. 父への告白
46. デーブの父親教室
47. マディのご帰還
48. 恋の清算
49. マディの結婚式
50. 過去を忘れて
51. ベビーの選択
52. 10年目の再会
53. 仮面の美女たち
54. 完全犯罪の結末
55. いとこはライバル
56. 殺し屋のセレナーデ
57. さよならブルームーン

## 受賞歴
エミー賞
- ドラマシリーズ部門・主演男優賞（1987年：ブルース・ウィリス）
- シリーズ部門・編集賞（シングルカメラ部門）（1986年、1987年）
- シリーズ部門・衣装デザイン賞（1987年）
- シリーズ部門・ヘアスタイリング賞（1987年）
- シリーズ部門・美術監督賞（1989年）

ゴールデン・グローブ賞
- テレビシリーズ　コメディー・ミュージカル部門・最優秀女優賞（1986年、1987年：シビル・シェパード）
- テレビシリーズ　コメディー・ミュージカル部門・最優秀男優賞（1987年：ブルース・ウィリス）